# Bernefuer

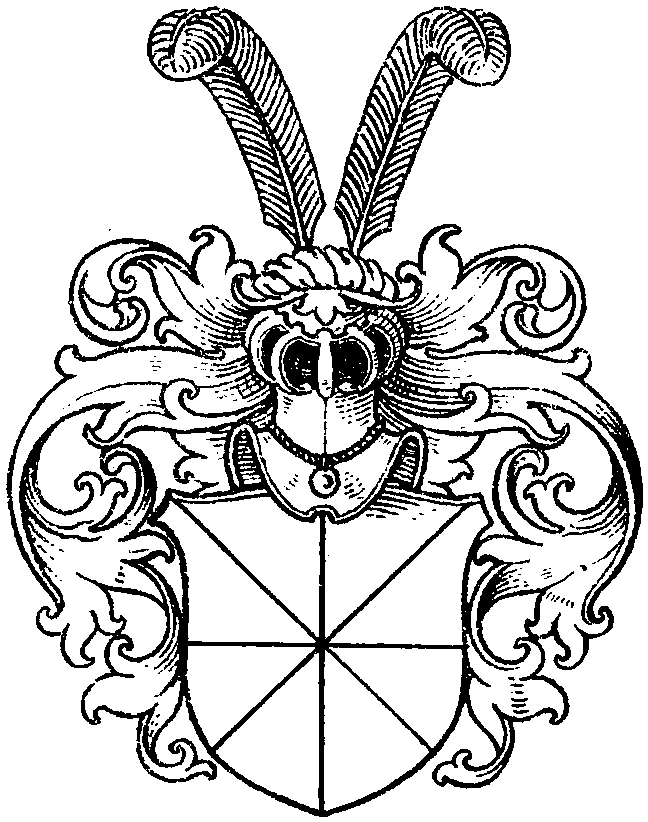
Wappen derer von Bernefuer

Bernefuer (alternativ Bernefür, Bernefüer, Bernefeur oder Bernefeuer, auch vorne mit „a“ und am Beginn der Endsilbe mit „v“ geschrieben) ist der Name eines westfälischen Adelsgeschlechtes, das aus Ministerialen hervorgegangen ist, die im Dienste der Grafschaft Oldenburg standen. Außer in der ehemaligen Grafschaft Oldenburg finden sich Spuren derer von Bernefuer im ehemaligen Niederstift Münster sowie im ehemaligen Hochstift Osnabrück.

## Namensbedeutung
Auf Hochdeutsch bedeutet das niederdeutsche Wort Bernefuer „brennendes Feuer“.

## Geschichte
Das erste urkundlich erwähnt Mitglied des Adelsgeschlechts ist der um 1245 geborene Nikolaus von Bernefuer. Einen ersten Höhepunkt ihrer Bedeutung erlangte die Familie unter Rembert I. (ca. 1405 bis ca. 1488). Dieser Drost des Grafen von Oldenburg mit Amtssitz in Wildeshausen heiratete 1431 Mette von Wulfsflete, eine natürliche Tochter des Grafen Dietrich. Rembert I. war 1440 Mitglied im Regentschaftsrat für die unmündigen Söhne seines Schwiegervaters und 1470 für die Söhne des in Dänemark weilenden Grafen Gerd.  Zu diesem Zeitpunkt lebte die Familie südlich der Stadt Oldenburg.
Um 1500 war die Familie so wohlhabend, dass Remberts Sohn Johann (ca. 1442 bis ca. 1492), Drost zu Delmenhorst, 1492 für Christian von Oldenburg als Bürge eintreten konnte. Unter anderem gehörte ihr das Barneführer Holz bei Sandkrug, ein Wald, der im 15. Jahrhundert nach der Familie benannt worden war. Erst 1513 waren die Schulden, die die Grafen von Oldenburg bei den Bernefuers hatten, restlos abbezahlt.
In dieser Zeit verlegte ein Zweig der Familie seinen Lebensschwerpunkt von Wardenburg nach Brockdorf im damaligen Niederstift Münster, wo die Hofstelle Querlenburg um 1550 in eine Wasserburg umgebaut wurde. Als erster „Herr zu Querlenburg“ wird in Dokumenten Vinzenz von Bernefuer (1482 bis 1580) bezeichnet, Remberts I. Urenkel. Gleichwohl war auch Rembert III. (ca. 1505 bis ca. 1568) Drost der Grafen von Oldenburg. Nach dem Tod Remberts IV (geboren ca. 1537) um 1600 ging die Herrschaft über Querlenburg zunächst auf dessen Schwiegersohn aus dem Geschlecht der Dorgelo über, später auf die Familien von Jemgum und von Galen. Nachdem die Oldenburger Vechta 1538 überfallen und bei dieser Gelegenheit das dortige Kloster der Augustinerinnen verbrannt hatten, ließ Vinzenz von Bernefuer für die Nonnen ein neues Kloster errichten. Im Gegenzug durfte er auf dem Gelände der Schagenburg in Vechta ein Haus für seine Familie errichten, das Jobst von Bernefuer noch 1615 bewohnte.
Vinzenz’ Bruder Joest bzw. Jobst (ca. 1480 bis 1562) ließ sich in der Stadt Osnabrück nieder, deren Bürgermeister er 1542 und 1556 war. Auch Joests Sohn Erdwin (ca. 1517 bis 1589) war Bürgermeister von Osnabrück, und zwar nachweislich im Jahr 1587.
Um 1630 ist das Geschlecht erloschen.

## Wappen
Das Wappen zeigt einen achtmal geständerten Schild mit unbekannter Tinktur. Auf dem Helm mit Decken zwei Straußenfedern.

## Mecklenburgisches Geschlecht
Ein mecklenburgisches Adelsgeschlecht namens Barnefuer (überwiegend mit „a“, gelegentlich aber auch Bernefuer geschrieben), starb um 1500 aus. Da dieses Geschlecht ein anderes Wappen führte (nämlich fünf brennende und aneinander gebundene Fackeln, deren mittlere etwas länger als die anderen ist), ist es sehr wahrscheinlich nicht mit den westfälischen Bernefuers stammesverwandt.